# Vladěna
Vladěna je ženské křestní jméno. Podle českého kalendáře má svátek 30. srpna.
Spolu se jménem Vladana se jedná o jména odvozená od Vladislavy a Vladimíry.
Tyto tvary lze všechny vyložit jako „žena, která vládne“.

## Domácí podoby
- Vlaďka, Vladěnka, Vladěnečka, Vladuška, Vláďa

## Statistické údaje
Následující tabulka uvádí četnost jména v ČR a pořadí mezi ženskými jmény ve srovnání dvou roků, pro které jsou dostupné údaje MV ČR – lze z ní tedy vysledovat trend v užívání tohoto jména:
| Rok       | Četnost   | Pořadí   |
| 1999      | 549       | 285.     |
| 2002      | 562       | 284.     |
| Porovnání | o 13 více | o 1 lépe |

Změna procentního zastoupení tohoto jména mezi žijícími ženami v ČR (tj. procentní změna se započítáním celkového úbytku žen v ČR za sledované tři roky) je +3,2%.